# (14494) 1994 YJ2
1994 واي جاي 2 (ويعرف أيضًا باسم (14494) 1994 واي جاي 2 وفق تسمية الكوكب الصغير) (بالإنجليزية: 1994 YJ2)‏ هو كويكب ضمن حزام الكويكبات؛ وترتيبه 14494 من حيث الاكتشاف.
اكتُشف هذا الجُرم الفلكي بواسطة هيروشي كانيدا في 30 ديسمبر 1994.

## وصلات خارجية
- (14494) 1994 YJ2 في قاعدة بيانات مختبر الدفع النفاث لأجرام النظام الشمسي الصغيرة

- الاكتشاف · مخطط المدار ·  العناصر المدارية · المعلمات المادية

- (14494) 1994 YJ2 على موقع ويكي سكاي: DSS2, SDSS, GALEX, IRAS, Hydrogen α, X-Ray, Astrophoto, Sky Map, Articles and images